# Efectul Faraday

Rotirea planului de polarizare datorată Efectului Faraday

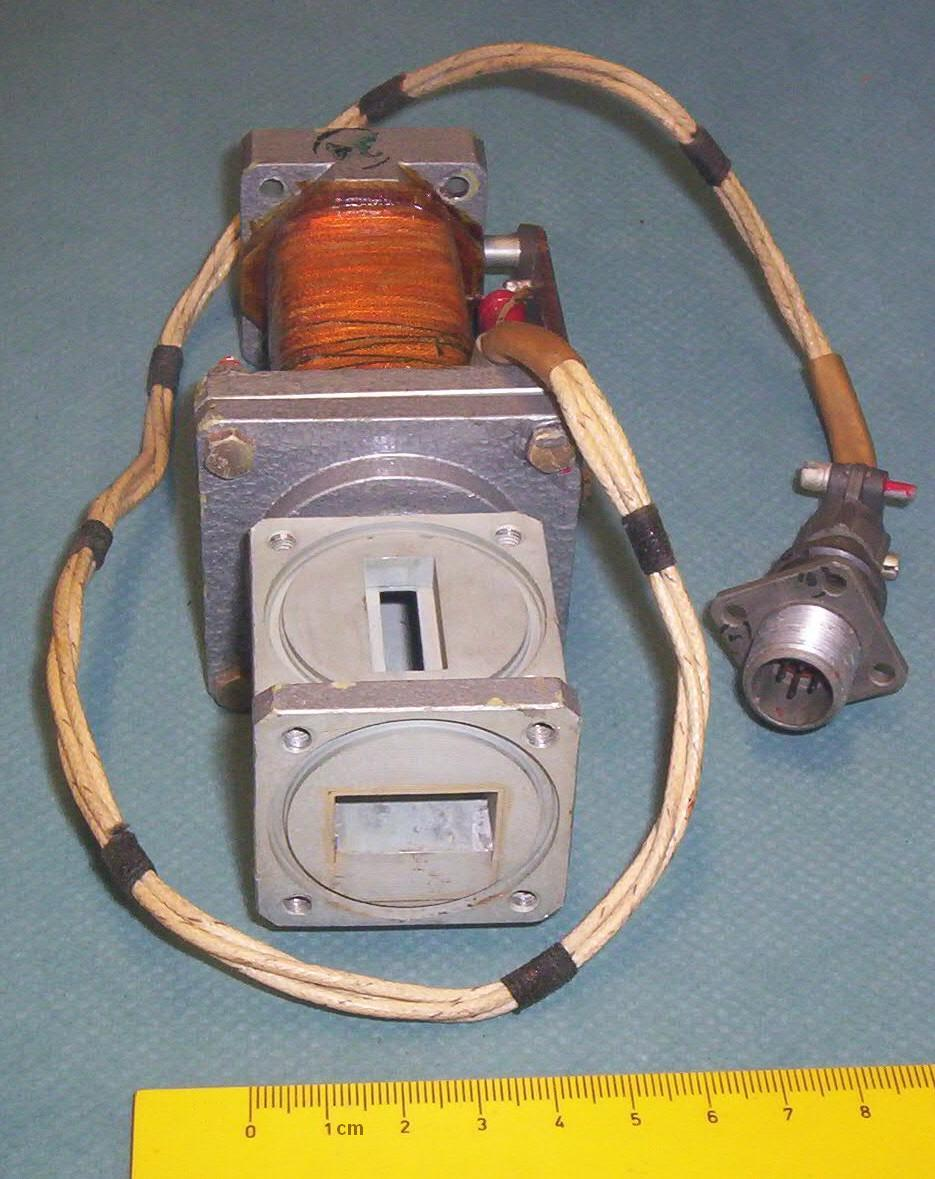
Polarizor Faraday pentru microunde de frecvențe de aprox. 9 GHz

Efectul Faraday sau polarizarea rotatorie magnetică este un fenomen magnetooptic care constă în rotirea planului de polarizare a luminii ce se produce într-un mediu optic izotrop introdus în câmp magnetic intens. Rotirea planului de polarizare a undei luminoase, polarizată linear, ce se propagă pe direcția câmpului magnetic, se datorează interacției dintre acesta și electronii optici ai atomilor și moleculelor mediului. Valoarea unghiului de rotire este direct proporțională cu lungimea drumului străbătut de raza luminoasă în substanță și cu inducția câmpului magnetic. Efectul a fost descopertit de Michael Faraday în anul 1846 și a reprezentat prima dovadă experimentală a existenței interacțiunii dintre lumină și câmpul electromagnetic.

## Istoric
Faraday, studiind parcursul luminii prin diverse medii optice, a observat în anul 1846, că sub influența unui câmp magnetic, un material, sticla obișnuită de exemplu, care nu este optic activă, devine optic activă, adică produce polarizarea razei de lumină ce o străbate. Baza teoretică ce explică fenomenul este teoria clasică a electromagnetismului și a fost dezvoltată între anii 1860 și 1870 de către  James Clerk Maxwell. Fenomenul observat de către Faraday a fost considerat ulterior ca prima dovadă experimentală a naturii electromagnetice a luminii în acord cu teoria lui Maxwell. Fizicianul francez Marcel Émile Verdet în 1854 stabilește, pe cale empirică, legea care îi poartă numele și care stabilește relația dintre măsura polarizării induse și intensitatea câmpului magnetic aplicat, lungimea parcursului luminii respectiv natura substanței.  Ulterior, Henri Becquerel determină relația empirică dintre constanta de material din legea lui Verdet (constanta lui Verdet) și lungimea de undă a razei incidente. Descrierea corectă a mecanismului de producere a efectului Faraday a fost dată în cadrul teoriei corpului solid ca un fenomen de rezonanță feroelectrică. Peter S. Pershan, Aldert van der Ziel și L. D. Malmström prezintă în 1965 observații asupra magnetizării indusă optic în materiale neabsorbante, efect numit de ei efectul Faraday invers

## Bazele experimentale și legea lui Verdet
Efectul Faraday se poate pune în evidență cu ajutorul unui montaj experimental compus dintr-un electromagnet (de regulă, o bobină Helmholtz) care are practicat prin polii săi fante pe axa longitudinală, prin care poate trece lumina. O rază, emisă de o sursă de lumină monocromatică, este trecută printr-un polarizor, apoi pătrunde prin deschizătura primului pol, traversează mediul optic (proba plasată între polii electromagnetului) și părăsește electromagnetul prin a doua deschizătură după care este trecută printr-un analizor. Inducția magnetică a câmpului dintre poli este paralelă cu raza de lumină și valoarea ei poate fi reglată printr-un circuit extern. Lungimea parcusului luminii în mediul optic depinde de dimensiunea longitudinală a materialului plasat între polii electromagnetului. Polarizorul și analizorul sunt montați inițial în cruce. Inițial câmpul luminos fiind stins, la producerea câmpului magnetic se obține lumină, deoarece planul de vibrație a luminii a fost rotit cu un unghi  {\displaystyle \scriptstyle \beta }. Prin schimbarea intensității câmpului magnetic, respectiv a lungimii parcursului luminii prin substanța cercetată se constată că unghiul de rotire a planului de polarizare este direct proporțional cu inducția magnetică și lungimea parcursului.
Unghiul {\displaystyle \scriptstyle \beta } de rotire a planului de polarizație este dat de legea lui Verdet:
| {\displaystyle \beta ={\mathcal {\nu }}Bd} |

unde: 
- {\displaystyle \scriptstyle \nu } reprezintă constanta Verdet[3], o constantă ce depinde de lungimea de undă a luminii și de natura materialului.
- {\displaystyle \scriptstyle B} este valoarea inducției magnetice.
- {\displaystyle \scriptstyle d} lungimea parcursului luminii prin mediul optic.

Pentru un anumit mediu optic, sensul rotirii magnetice nu depinde de sensul de propagare a luminii, ci de sensul câmpului magnetic exterior. Majoritatea substanțelor introduse într-un câmp magnetic devin dextrogire și numai un număr redus-levogire.
În general, polarizarea rotatorie magnetică depinde de lungimea de undă a luminii care străbate substanța datorită dependenței constantei Verdet de lungimea de undă, dată de relația lui Becquerel:
unde A și B sunt constante ce depind de natura, densitatea și temperatura substanței. Valoarea constantei Verdet {\displaystyle \scriptstyle \nu } este mică la mediile solide, iar la gaze ar o valoare și mai mică. Fizicianul german  Kundt a obsevat că pentru straturi de depuneri metalice feromagnetice (Fe, Ni, Co) foarte subțiri, rotirea planului de polarizare a luminii incidente este proporțională cu magnetizarea substanței și nu cu intensitatea câmpului magnetic extern.

## Explicarea fizică a efectului
Fenomenul de polarizare rotatorie magnetică a putut fi înțeles numai după descoperirea efectului Zeeman și interpretarea lui prin teoria lui Lorentz. Explicarea efectului se face  prin existența precesiei pe care o prezintă electronii din atomii sau moleculele substanței sub influența unui câmp magnetic exterior. Precesia electronilor produce variația indicilor de refracție pentru undele polarizate circular. Presupunând că toți oscilatorii electronici care iau parte la producerea efectului au aceeași frecvență unghiulară {\displaystyle \scriptstyle \omega _{0}}, se consideră o undă luminoasă monocromatică polarizată circular de frecvență unghiulară {\displaystyle \scriptstyle \omega } ce se propagă pe direcția și în sensul vectorului câmp magnetic {\displaystyle \scriptstyle {\vec {H}}}. Asupra electronului considerat acționează forța cvasi-elestică {\displaystyle \scriptstyle kr} și forța {\displaystyle \scriptstyle -eE} din partea câmpului electric al undei electromagnetice. La echilibru, electronul descrie o traiectorie circulară cu aceeași viteză unghiulară ca și a câmpului electric {\displaystyle \scriptstyle E}. Notând cu {\displaystyle \scriptstyle r} raza vectoare  a electronului la un moment dat, forța elastică va fi dată de relația {\displaystyle \scriptstyle -kr} și forța centripetă prin {\displaystyle \scriptstyle -m{\omega }^{2}r}, ecuația de mișcare devine: {\displaystyle \scriptstyle -m{\omega }^{2}r=-eE-kr}; ținând cont de expresia frecvenței unghiulare a oscilatorilor electronici {\displaystyle \scriptstyle \omega _{0}={\sqrt {\frac {k}{m}}}}, se poate exprima raza vectoare:
Momentul dipolar electric al oscilatorului este:
Polarizarea {\displaystyle \scriptstyle P} a mediului compus din {\displaystyle \scriptstyle N} oscilatori pe unitatea de volum este dat de:
Introducând această substanță într-un câmp magnetic H paralel cu axa {\displaystyle \scriptstyle Ox} având sensul pozitiv al axei, câmpul va acționa asupra electronului în mișcare circulară cu o forță {\displaystyle \scriptstyle eH\omega r} care este dirijată după raza mișcării circulare. În această situație, ecuația de mișcare devine: {\displaystyle \scriptstyle -m{\omega }^{2}r=-eE+eH\omega r-fr}, relație din care se poate exprima raza și polarizarea electrică:
Inducția electrică D a mediului optic este dată de expresia:
Vectorul inducției electrice este proporțional și paralel cu vectorul intensității câmpului electric, rezultă că permitivitatea {\displaystyle \scriptstyle \epsilon } este data de:
rezultă expresiile indicilor de refracție corespunzători polarizției stângi, respectiv drepte:
Indicele de refracție al mediului optic în lipsa câmpului magnetic este dat de:
aranjând convenabil termenii ecuațiilor precedente se pot scrie relațiile:
prin urmare:
Datorită faptului că n-n_s si n_d-n sunt mult mai mici ca n, folosind formule de calcul aproximativ, se pot face următoarele aproximări:
Din aceste relații rezultă în final:
Această relație demonstrează faptul că undele polarizate circular stâng și drept parcurg mediul optic plasat într-un câmp magnetic, cu viteze diferite de-a lungul câmpului din cauza valorii diferite pe care o are indicele de refracție pentru polarizația stângă față de cea dreaptă. Dacă lumina parcurge mediul optic în sensul campului magnetic, n_s<_d, iar în sensul invers, n_s>n_d. În primul caz mediul se comportă ca un mediu optic activ stâng, în cel de-al doilea caz, ca un mediu optic activ drept, spre deosebire de mediile optic active naturale, care nu se schimbă din optic active stâng în drept, și invers, atunci când sensul de propagare a luminii se inversează.